# Andrew Violette
Pour les articles homonymes, voir Violette (homonymie).
Andrew Violette, né le 6 décembre 1953 à New York et mort le 15 avril 2021 dans la même ville, est un compositeur et enseignant de musique classique américain.

## Biographie
Andrew Violette étudie au Lycée de musique et d'art (en), à Manhattan de 1968 à 1971,. Il se forme à la composition avec Elliott Carter notamment et au contrepoint avec Otto Luening à la Juilliard School de New York, de 1971 à 1975,. 
Il enseigne la littérature et la musique à la Juilliard School de 1975 à 1976,.
Il meurt d'un cancer le 15 avril 2021. Lors de la cérémonie, sa pièce d'orgue Sonata for the Creation of the World est jouée en sa mémoire.

## Discographie et Œuvres
Il publie une importante discographie notamment sur Jean-Sébastien Bach. Par ailleurs il compose également plusieurs pièces dont :
- Sonata for the Creation of the World